# Бэринг, Морис
Морис Бэринг (англ. Maurice Baring; 27 апреля 1874 — 14 декабря 1945) — английский литератор, известен как драматург, поэт, прозаик, переводчик и публицист, а также как писатель-путешественник и военный корреспондент.

## Биография
Из семьи Бэринг. Восьмой ребёнок и пятый сын 1-го барона Ревлстоук-оф-Мембланд. Родился в Мейфэре. Образование получил в Итонском колледже и Тринити-колледже Кембриджского университете, c 1898 года был дипломатом во Франции, Дании и Италии.
В 1904 году ушёл с дипломатической службы. После неудавшегося начала дипломатической карьеры он путешествовал, особенно по России, выучил русский язык. Был корреспондентом газеты «The Morning Post» на русско-японской войне.
В 1909 году обратился в католицизм. В 1912 году был корреспондентом «The Times» на Первой балканской войне.
Во время Первой мировой войны Бэринг служил в Корпусе разведки и королевских военно-воздушных силах, где был личным помощником командующего Хью Тренчарда.
После войны начал писать романы, также пользовался успехом как драматург. Написал книгу мемуаров о войне «В штабе Лётного корпуса, 1914—1918» (вышла в 1920 г.), и автобиографию «Кукольный спектакль памяти», переводил Пушкина и Лермонтова. Написал несколько книг о России, в том числе: «С русскими в Маньчжурии» (1905), «Вехи русской литературы» (1910, русский перевод — 1913); «Очерки русской литературы» (1915); издал антологию переводов «Русская лирика» (1943). Всего написал свыше 50 книг.
В последние годы жизни страдал от болезни Паркинсона.